# Peak Antifreeze Indy Grand Prix 2008
Peak Antifreeze Indy Grand Prix 2008 var ett race som var den sextonde deltävlingen i IndyCar Series 2008. Racet kördes den 24 augusti på Sears Point. Hélio Castroneves räddade sina chanser att ta hem titeln genom att dominera helgens körning, och ta sin första vinst för säsongen. Mästerskapsledande Scott Dixon hade en fullständigt misslyckad dag, och slutade på tolfte plats, vilket minskade avståndet till beskedliga 43 poäng. Ryan Briscoe slutade tvåa, följd av Tony Kanan och Dan Wheldon.

## Slutresultat
| Plats | Förare            | Team                      | Grid | Kvaltid  |
| ----- | ----------------- | ------------------------- | ---- | -------- |
| 1     | Hélio Castroneves | Team Penske               | 1    | 1.16,902 |
| 2     | Ryan Briscoe      | Team Penske               | 2    | 1.16,918 |
| 3     | Tony Kanaan       | Andretti Green Racing     | 4    | 1.17,128 |
| 4     | Dan Wheldon       | Chip Ganassi Racing       | 16   | 1.17,473 |
| 5     | Danica Patrick    | Andretti Green Racing     | 9    | 1.17,045 |
| 6     | Ernesto Viso      | HVM Racing                | 14   | 1.17,418 |
| 7     | Vitor Meira       | Panther Racing            | 18   | 1.17,539 |
| 8     | Graham Rahal      | Newman/Haas Racing        | 15   | 1.17,901 |
| 9     | Justin Wilson     | Newman/Haas Racing        | 7    | 1.17,005 |
| 10    | Mário Moraes      | Dale Coyne Racing         | 12   | 1.17,588 |
| 11    | Buddy Rice        | Dreyer & Reinbold Racing  | 22   | 1.18,113 |
| 12    | Scott Dixon       | Chip Ganassi Racing       | 5    | 1.17,668 |
| 13    | Hideki Mutoh      | Andretti Green Racing     | 20   | 1.18,003 |
| 14    | Marco Andretti    | Andretti Green Racing     | 10   | 1.17,270 |
| 15    | Oriol Servià      | KV Racing Technology      | 6    | 1.17,837 |
| 16    | Mario Domínguez   | Pacific Coast Motorsports | 11   | 1.17,461 |
| 17    | Bruno Junqueira   | Dale Coyne Racing         | 13   | 1.17,830 |
| 18    | Ryan Hunter-Reay  | Rahal Letterman Racing    | 8    | 1.17,037 |
| 19    | Townsend Bell     | Dreyer & Reinbold Racing  | 19   | 1.18,326 |
| 20    | A.J. Foyt IV      | Vision Racing             | 24   | 1.18,371 |
| 21    | Enrique Bernoldi  | Conquest Racing           | 27   | -        |
| 22    | Darren Manning    | A.J. Foyt Enterprises     | 21   | 1.18,388 |
| 23    | Ed Carpenter      | Vision Racing             | 23   | 1.18,403 |
| 24    | Jaime Câmara      | Conquest Racing           | 26   | 1.19,471 |
| 25    | Will Power        | KV Racing Technology      | 3    | 1.17,087 |
| 26    | Marty Roth        | Roth Racing               | 25   | 1.19,943 |
| 27    | Tomas Scheckter   | Luczo-Dragon Racing       | 17   | 1.18,123 |